# Дагган, Пэт
Патрисия (Пэт) Дагган (в замужестве — Кастальди, де Глас; англ. Patricia (Pat) Duggan (Castaldi, de Glas); 12 октября 1937, Рокгемптон — 29 июня 2015) — австралийская легкоатлетка, выступавшая в беге на короткие дистанции. Участница летних Олимпийских игр 1960 года.

## Биография
Пэт Дагган родилась 12 октября 1937 года в австралийском городе Рокгемптон.
В 1960 году стала чемпионкой Австралии в беге на 100 ярдов.
В том же году вошла в состав сборной Австралии на летних Олимпийских играх в Риме. В беге на 100 метров выиграла забег 1/8 финала, показав результат 12,18 секунды, и заняла 4-е место в четвертьфинале (12,32), уступив 0,22 секунды попавшей в полуфинал с 3-го места Халине Рихтер из Польши. В беге на 200 метров заняла последнее, 4-е место в четвертьфинале, показав результат 24,80 и уступив 7 десятых попавшей в полуфинал со 2-го места Люсинде Уильямс из США. В эстафете 4х100 метров сборная Австралии, в которую также входили Марлен Мэтьюз-Уиллард, Норма Троуэр и Норма Крокер-Флеминг, была дисквалифицирована в полуфинале.
Умерла 29 июня 2015 года.

## Личные рекорды
- Бег на 100 метров — 11,5 (1960)[5]
- Бег на 200 метров — 23,5 (1960)[5]